# Huldrych Zwingli
Huldrych (hoặc Ulrich) Zwingli (1 tháng 1 năm 1484 – 11 tháng 10 năm 1531), là nhà lãnh đạo cuộc cải cách tôn giáo tại Thụy Sĩ. Zwingli từng theo học tại Đại học Vienna và Đại học Basel, lúc ấy là trung tâm của học thuyết nhân văn. Trong khi làm cha xứ ở Glarus, về sau ở Einsiedeln, Zwingli đọc và chịu ảnh hưởng từ những tác phẩm của Erasmus.
Năm 1519, Zwingli trở thành cha xứ nhà thờ Grossmünster ở Zürich, tại đây ông bắt đầu rao giảng tư tưởng cải cách giáo hội. Trong cuộc tranh luận đầu tiên năm 1522, ông đả kích tập quán kiêng ăn trong mùa lễ lá. Trong các tác phẩm của mình, Zwingli thường đề cập đến tình trạng thối nát trong hệ thống tăng lữ và phê phán việc sử dụng ảnh tượng trong thờ phụng; mặt khác, ông ủng hộ việc cho phép chức sắc giáo hội kết hôn. Năm 1525, Zwingli giới thiệu quyển giáo nghi mới nhằm thay thế lễ misa. Cũng có sự bất đồng giữa Zwingli với nhóm cực đoan Anabaptist trong phong trào Cải cách, dẫn đến những bách hại đối với nhóm này.
Cuộc cải cách của Zwingli, nhận được sự ủng hộ từ các viên chức chính quyền và dân chúng Zürich, dẫn đến những thay đổi triệt để trong đời sống của cư dân cũng như các vấn đề chính sự ở thành phố này.
Cuộc cải cách phát triển đến nhiều vùng trong Liên bang Thụy Sĩ dù gặp sự đề kháng từ một vài tiểu bang (canton), tại đây dân chúng vẫn duy trì đức tin Công giáo. Zwingli thành lập một liên minh quy tụ các tiểu bang chấp nhận tư tưởng cải cách, như thế liên bang Thụy Sĩ bị chia cắt thành hai phần đối nghịch nhau. Năm 1529, bùng nổ chiến tranh giữa hai phía, nhưng bị ngăn chặn vào phút chót. Trong khi đó, lý tưởng cải cách của Zwingli nhận được sự quan tâm từ Martin Luther và những nhà cải cách khác. Trong lần hội kiến tại lâu đài Marburg, dù có sự đồng thuận về nhiều điểm thần học, họ bất đồng với nhau về giáo thuyết sự hiện diện của Chúa Cơ Đốc trong thánh lễ Tiệc Thánh.
Năm 1531, liên minh của Zwingli cố phong tỏa nguồn thực phẩm cung cấp cho các bang Công giáo. Những bang Công giáo phản ứng bằng cách mở một cuộc tấn công bất ngờ vào lúc Zürich chưa chuẩn bị. Zwingli thiệt mạng trong trận chiến vào lúc 47 tuổi. Di sản của ông vẫn sống động trong các bản tuyên tín, giáo nghi, và thể chế của cộng đồng các giáo hội Cải cách cho đến ngày nay.

## Bối cảnh Lịch sử

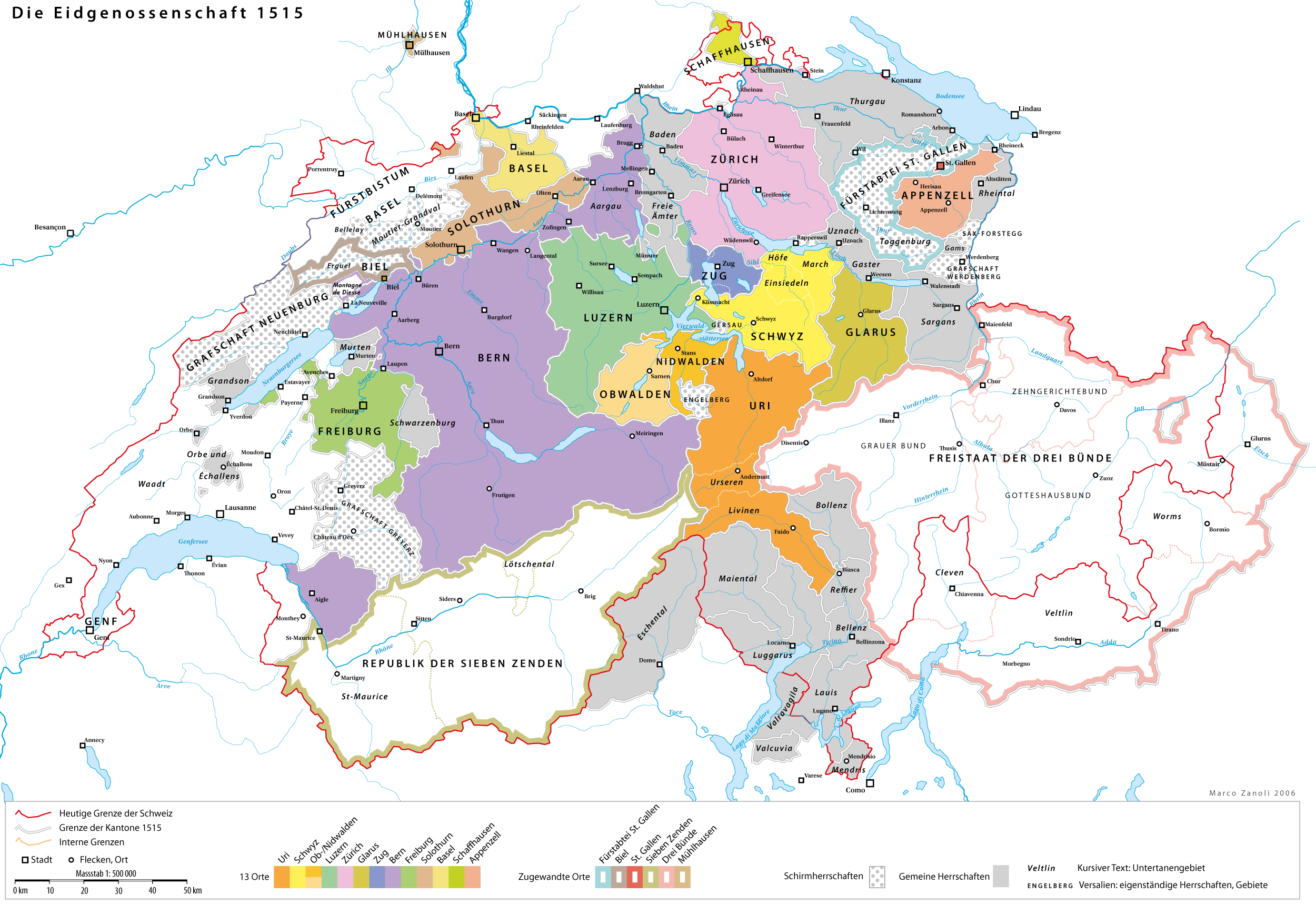
Bản đồ Liên bang Thụy Sĩ năm 1515.

Liên bang Thụy Sĩ trong thời Zwingli bao gồm 13 tiểu bang (canton) cùng các bang liên kết và các lãnh địa. Không giống quốc gia Thụy Sĩ đương đại được điều hành bởi một chính quyền liên bang, 13 tiểu bang này hầu như hoàn toàn độc lập, tự quản trong cả lĩnh vực đối nội lẫn đối ngoại. Mỗi tiểu bang thành lập liên minh với các bang khác trong hoặc ngoài Liên bang. Quyền tự trị này được xem là yếu tố chủ chốt dẫn đến những tranh chấp xảy ra trong thời kỳ cải cách khi những bang này gia nhập các liên minh tôn giáo đối nghịch nhau.
Môi trường chính trị ở châu Âu trong thế kỷ 15 và 16 thường là bất ổn. Đã từ lâu, chính sách đối ngoại của Liên bang Thụy Sĩ được ấn định bởi nước Pháp láng giềng hùng mạnh. Tuy trên danh nghĩa, Liên bang đặt dưới quyền cai trị của một thế lực khác, Nhà Habsburg (Áo) và Thánh chế La Mã, trong thực tế, sau một loạt các cuộc chiến mà cao điểm là chiến tranh Swabia, Liên bang là một thực thể độc lập. Sự thù địch và tranh chấp lẫn nhau giữa hai thế lực chính ở đại lục cùng các quốc gia nhỏ hơn như Công quốc Milan, Công quốc Savoy, và Các Lãnh thổ của Giáo hoàng đã có tác động sâu sắc và lâu dài đến Thụy Sĩ. Trong thời kỳ hệ thống lính đánh thuê đang là mục tiêu của nhiều bất đồng nội bộ, các phe phái tôn giáo trong thời Zwingli lớn tiếng tranh cãi với nhau về tính hữu dụng của việc gởi thanh niên Thụy Sĩ đi đánh thuê ở nước ngoài nhằm làm giàu cho giới thẩm quyền các tiểu bang.
Chính những tranh chấp này đã giúp khởi phát ý thức quốc gia trong Liên bang, thuật ngữ "Tổ quốc" (patria) bắt đầu được sử dụng vượt quá ranh giới các tiểu bang. Đồng thời, chủ nghĩa nhân bản, với các giá trị phổ quát và sự tập chú và học thuật (mà Erasmus, "ông hoàng của chủ nghĩa nhân bản", là một mẫu mực), cũng bén rễ tại đây. Chính trong bối cảnh này, thời điểm hình thành sự hợp lưu giữa tinh thần ái quốc Thụy Sĩ với chủ nghĩa nhân bản, là lúc Zwingli ra đời.

## Tiểu sử

### Thiếu thời
Chào đời ngày 1 tháng 1 năm 1484 tại Wildhaus, Thụy Sĩ, trong thung lũng Toggenburg, trong một gia đình nông dân, Huldrych Zwingli là con thứ ba trong chín người con. Cha của Zwingli, Ulrich, là người có vai vế trong cộng đồng (ông là trưởng thôn).

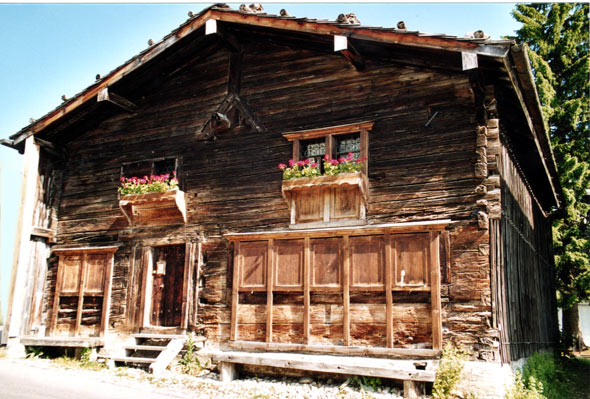
Ngôi nhà Zwingli chào đời tại Wildhaus, nay thuộc Tiểu bang St. Gallen.

Zwingli nhận sự giáo dục ban đầu từ bác Bartholomew, một chức sắc ở Weesen. Đến mười tuổi, Zwingli được gởi đến Basel để học tiếng Latin với Gregrory Bünzli. Sau ba năm ở Basel, cậu đến sống một thời gian ngắn ở Bern với nhà nhân bản học Henry Wölfflin. Vị tu sĩ Dòng Dominican này cố thuyết phục Zwingli gia nhập dòng tu, và có lẽ cậu đã là một tập sinh. Tuy nhiên, bố và bác của Zwingli không đồng ý, cậu rời Bern khi chưa kịp hoàn tất khóa học tiếng Latin. Đến học kỳ mùa đông năm 1498, Zwingli theo học ở Đại học Vienna nhưng lại nghỉ học (vẫn còn tranh cãi liệu Zwingli có bị đuổi học hay không), song đến học kỳ mùa hè năm 1500, Zwingli đi học lại. Zwingli tiếp tục học ở Vienna cho đến năm 1502, rồi chuyển sang Đại học Basel, tốt nghiệp với học vị Thạc sĩ (Magister) năm 1506.
Theo thông lệ thời ấy, Zwingli đến làm việc cho giáo hội và nghiên cứu thêm môn thần học. Lần đầu ông cử hành lễ misa là vào ngày 29 tháng 9 năm 1506 tại quê nhà Wildhaus. Chức trách đầu tiên của Zwingli trong giáo hội là làm cha xứ tại thị trấn Glarus trong mười năm. Tại Glarus, nơi có nhiều binh sĩ gởi đi nước ngoài để đánh thuê, Zwingli bắt đầu tham gia vào chính trị. Lúc ấy, Liên bang Thụy Sĩ bị lôi cuốn vào các chiến dịch quân sự với các lân bang: Pháp, Nhà Habsburg, và Các Lãnh thổ Giáo hoàng. Zwingli nhiệt tình về phe Tòa Thánh. Đáp lại, ông được Giáo hoàng Julius II tưởng thưởng một khoản lợi tức hằng năm. Ông đảm nhận chức trách tuyên úy quân đội cho vài chiến dịch ở Ý, trong đó có trận Novara năm 1513. Tuy nhiên, thất bại nặng nề của Thụy Sĩ tại mặt trận Marignano đã làm công luận ở Glarus đổi chiều quay sang ủng hộ nước Pháp thay vì Giáo hoàng. Zwingli, thấy mình rơi vào tình thế khó xử, quyết định từ nhiệm để đến Einsiedeln thuộc bang Schwyz. Đến lúc này Zwingli mới khẳng định lập trường rằng dịch vụ lính đánh thuê là vô đạo đức, và sự thống nhất đất nước là mục tiêu tối hậu cho mọi hoạt động trong tương lai. Trong những tác phẩm đầu tiên của mình như The Ox (1510), và The Labyrinth (1516), Zwingli sử dụng các ẩn dụ và lối hành văn trào phúng đả kích hệ thống lính đánh thuê. Nhưng trong hai năm ở Einsiedeln, Zwingli rút lui khỏi đời sống chính trị để tập trung vào các hoạt động tôn giáo và nghiên cứu.
Thời kỳ Zwingli sống ở Glarus và Einsiedeln đánh dấu sự tăng trưởng của ông trong lĩnh vực tri thức và tâm linh. Ông hoàn thiện Hi văn và học ngôn ngữ Hebrew. Thư viện của ông có hơn ba trăm đầu sách cổ điển, kinh viện và các giáo phụ. Ông trao đổi thư tín với các nhà nhân bản học Thụy Sĩ, cùng lúc khởi sự nghiên cứu các tác phẩm của Eramus. Zwingli tìm cách gặp Erasmus khi ông này lưu lại Basel từ tháng 8 năm 1514 đến tháng 5 năm 1516.
Cuối năm 1518, vị trí Leutpriestertum (linh mục của nhân dân) tai Nhà thờ Grossmünster tại Zurich đang khuyết. Các chức sắc lãnh đạo tổ chức cai quản nhà thờ này biết đến danh tiếng của Zwingli như là một tác giả và nhà thuyết giáo có tài. Mối quan hệ của Zwingli với các nhà nhân bản học là yếu tố quyết định tác động đến các chức sắc có thiện cảm với Erasmus; thêm vào đó là lập trường của ông đối với hệ thống lính đánh thuê lúc ấy được các chính trị gia tại Zürich yêu thích. Ngày 11 tháng 12 năm 1518, Zwingli được tuyển chọn, ngày 27 tháng 12 ông đặt chân đến Zürich.

### Zürich (1519 – 1521)

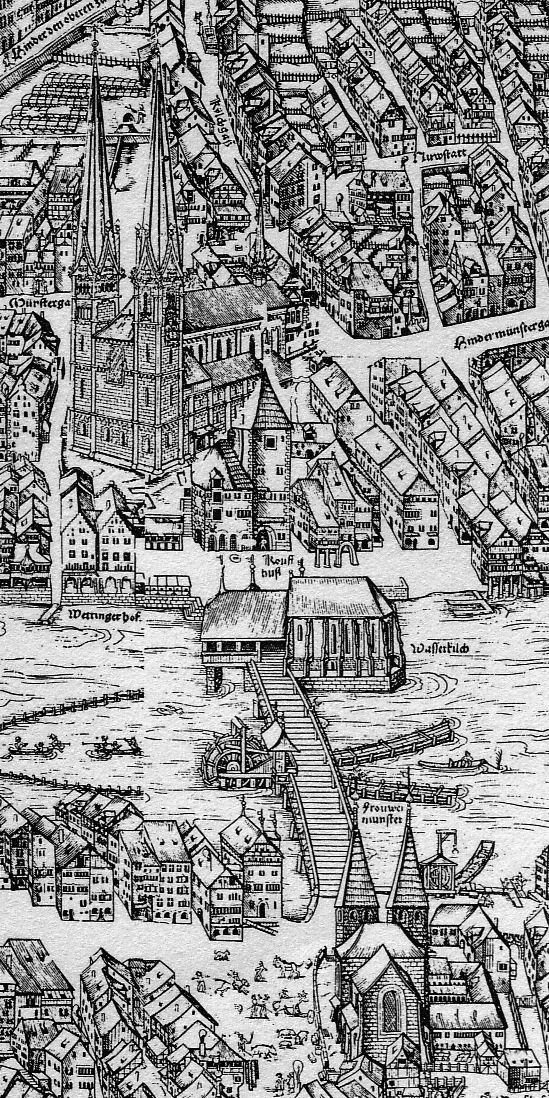
Nhà thờ Grossmünster tại trung tâm thành phố Zürich thời Trung Cổ (Murerplan, 1576)

Quan điểm thần học của Zwingli thể hiện qua các bài thuyết giáo. Ông đả kích tình trạng suy đồi đạo đức và lên án tính lười biếng cũng như nếp sống sang trọng của giới tu sĩ. Năm 1519, Zwingli lên tiếng bác bỏ việc sùng kính các thánh, kêu gọi mọi người phân biệt giữa công đức thật và công đức tưởng tượng người ta dành cho các thánh. Ông tin rằng những đứa trẻ sẽ không bị đoán phạt dù không chịu lễ rửa tội, và lên tiếng tra vấn về thẩm quyền rút phép thông công của giáo hội. Một chức sắc lão thành từng ủng hộ việc tuyển chọn Zwingli, Konrad Hofmann, viết một bức thư than phiền về các bài thuyết giáo của ông. Một số ủng hộ Hofmann, song sự chống đối không lan rộng. Zwingli nhấn mạnh rằng ông không phát kiến điều gì mới mà nền tảng duy nhất cho mọi giảng luận của ông là Kinh Thánh.
Trong giáo phận Constance, Bernhardin Sanson cung cấp ân xá cho những người đóng góp tiền xây dựng Nhà thờ Thánh Phê-rô ở Rôma. Tháng 1 năm 151p9, giáo dân thúc giục Zwingli phản ứng khi Sanson đến cổng thành Zürich. Zwingli phát biểu rằng dân chúng ở đây chưa được hướng dẫn đầy đủ về điều kiện của ân xá, do đó có thể bị dẫn dụ sử dụng tiền bạc cho các mục đích sai lầm. Sự kiện này xảy ra hơn một năm sau khi Martin Luther ấn hành Chín mươi lăm Luận đề (31 tháng 10 năm 1517). Hội đồng Zürich không cho phép Sanson vào thành phố. Trong khi giới chức trách Rôma bận tâm kiềm chế ảnh hưởng của Luther, Giám mục Constance từ chối ủng hộ Sanson, sau đó Sanson bị triệu hồi.
Tháng 8 năm 1519, Zürich bị tàn phá bởi nạn dịch Bubonic, một phần tư dân số bị thiệt mạng. Bất cứ ai có khả năng đều tìm cách rời bỏ thành phố, song Zwingli quyết định ở lại chu toàn nhiệm vụ. Đến tháng 9, ông mắc bệnh suýt chết.
Sau khi khỏi bệnh, Zwingli tiếp tục duy trì ảnh hưởng của mình ở Zürich. Ngày 29 tháng 4 năm 1521, ông được bầu vào một vị trí đang khuyết trong số các chức sắc cai quản nhà thờ Grossmünster, trong khi vẫn tiếp tục chức trách linh mục nhân dân.

### Rạn nứt (1522 – 1524)
Cuộc tranh luận đầu tiên về sự luận giảng của Zwingli bộc phát trong mùa lễ lá năm 1522. Vào kỳ chay tịnh Chúa nhật ngày 9 tháng 3, Zwingli và khoảng mười người nữa phá lệ bằng cách cắt và phân phối hai khúc xúc xích xông khói. Ngày 16 tháng 4, Zwingli bênh vực hành động này trong một bài thuyết giáo tựa đề Von Erkiesen und Freiheit der Speisen (Về sự lựa chọn và quyền tự do trong ăn uống). Ông cho rằng đại thể không có luật lệ nào trong Kinh Thánh buộc phải kiêng cữ các loại thực phẩm. Trước khi luận văn này được ấn hành, giáo phận Constance cử một phái đoàn đến Zürich. Hội đồng thành phố kết án việc phạm luật chay tịnh, nhưng đẩy trách nhiệm cho giáo quyền. Ngày 24 tháng 5, giám mục quở trách nhà thờ Grossmünster, và khẳng định quan điểm truyền thống.
Ngày 2 tháng 7, Zwingli và những nhà nhân văn thỉnh cầu giám mục hủy bỏ việc buộc linh mục sống độc thân. Hai tuần sau, thỉnh cầu này được phổ biến cho công chúng. Trước đó, từ mùa xuân năm 1522, Zwingli đã bí mật kết hôn với Anna Reihard và sống với nhau theo tình trạng sống chung gọi là "hôn nhân tu sĩ". Điều này không phải là không phổ biến vào thời ấy, nhiều người tin rằng nếu thiếu vắng ân sủng đặc biệt, một linh mục không thể nào tuân giữ cuộc sống trinh bạch tuyệt đối; trong thực tế có rất ít linh mục làm được điều này. Đến ngày 2 tháng 4 năm 1542, họ tổ chức hôn lễ. Hai người có tất cả bốn con: Regula, William, Huldrych, và Anna.
Khi thỉnh cầu đến tay chính quyền, giám mục phản ứng bằng cách yêu cầu chính quyền Zürich duy trì tập tục giáo hội. Các chức sắc khác ở Thụy Sĩ bày tỏ sự đồng tình với Zwingli và khuyến khích ông viết bản tuyên tín đầu tiên Apolgeticus Archeteles. Zwingli tự biện hộ chống lại các cáo buộc về gây rối và tà giáo. Viện dẫn tình trạng thối nát của hệ thống tăng lữ, ông bác bỏ quyền phán xét của những người này.

### Tranh luận tại Zürich (1523)
Những sự kiện xảy ra trong năm 1522 không chỉ không được làm sáng tỏ mà còn gây ra tình trạng bất ổn giữa thành phố Zürich với giám mục, và làm gia tăng sự căng thẳng giữa các thành phần trong Liên bang tại Quốc hội. Ngày 22 tháng 11, Quốc hội ra khuyến cáo yêu cầu các tiểu bang thành viên ngăn cấm các giáo thuyết mới, đây là một cáo buộc nhắm vào Zürich. Hội đồng thành phố cảm thấy có nghĩa vụ tìm kiếm một giải pháp cho vấn đề. Ngày 3 tháng 1 năm 1523, hội đồng mời các chức sắc ở Zürich và vùng lân cận đến dự một buổi họp, tại đó các nhóm có thể trình bày quan điểm của họ. Cuộc họp sẽ được tổ chức vào ngày 29 tháng 1 năm 1523.

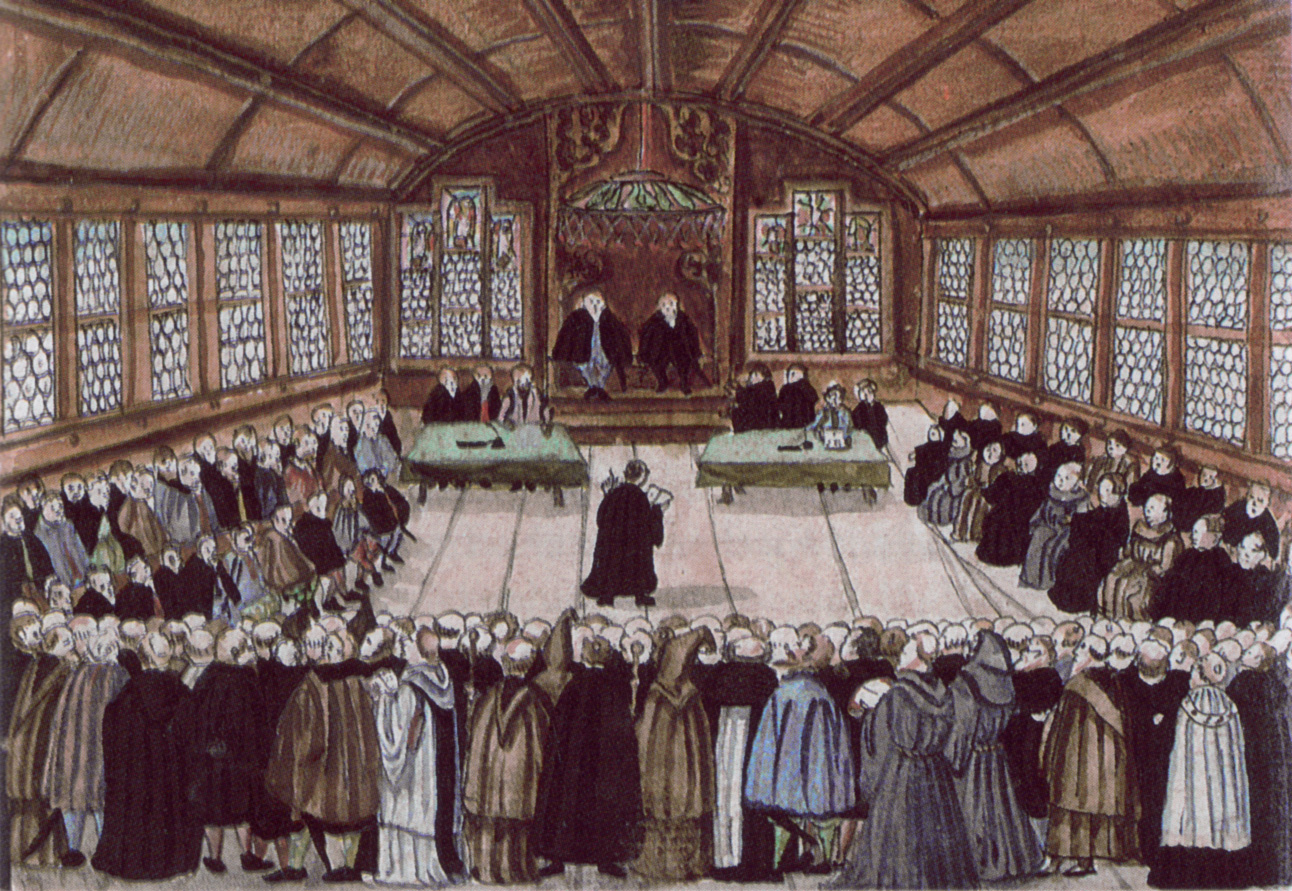
Cuộc tranh luận tại Zürich năm 1523, tranh của Sigmund Widmer (ca. 1600)

Cử tọa khoảng sáu trăm người. Giám mục cử một phái đoàn dưới sự lãnh đạo của Johannes Fabri. Zwingli tóm tắt quan điểm của ông trong Schlussreden trong khi Fabri nhấn mạnh đến nhu cầu tôn trọng thẩm quyền giáo hội. Hội đồng ra quyết định cho phép Zwingli tiếp tục thuyết giảng, và yêu cầu tất cả nhà thuyết giáo cần giảng luận phù hợp với giáo huấn của Kinh Thánh.
Đến tháng 9 năm 1523, Leo Jud, bạn và đồng sự thân cận nhất của Zwingli cũng là cha xứ nhà thờ St. Peterskirche, công khai kêu gọi rời bỏ tượng các thánh và các ảnh tượng khác, gây ra các cuộc biểu tình phản đối. Hội đồng thành phố muốn giải quyết vấn đề này bằng một cuộc tranh luận thứ hai. Bản chất và đặc điểm bí tích của lễ misa cũng được đưa vào cuộc thảo luận. Những người ủng hộ lễ misa cho rằng bí tích này là sự hi sinh thật, trong khi Zwingli bày tỏ xác tín rằng thánh lễ chỉ có mục đích tưởng niệm sự chết của Chúa Giê-xu. Giống lần tranh luận trước, thiệp mời được gởi đến các chức sắc ở Zürich và giám mục Constance; trong lần tranh luận này, tín hữu ở Zürich, các giáo xứ Chur và Basel, Đại học Basel, và 12 thành viên Liên bang cũng được mời tham dự. Có khoảng 900 người đến dự họp, nhưng không có sự hiện diện của giám mục và đại diện liên bang. Cuộc tranh luận bắt đầu ngày 26 tháng 10 và kéo dài hai ngày.
Zwingli dẫn dắt cuộc tranh luận, đối thủ của ông là Konrad Hofmann. Cũng có một nhóm người trẻ tuổi muốn đẩy mạnh cuộc cải cách và trình kiến nghị thay thế lễ rửa tội cho trẻ sơ sinh bằng lễ báp têm cho người trưởng thành. Nhóm này được dẫn dắt bởi Conrad Grebel, sau này là một trong những người khởi xướng phong trào Anabaptist. Trong ba ngày đầu tiên, Konrad Schmid, một linh mục đến từ Aargau, đưa ra đề nghị các cha xứ cứ tiếp tục giảng dạy về sự không cần thiết phải có ảnh tượng dù có thể bị trừng phạt vì hành động này. Ông tin rằng dần dà họ sẽ giúp dân chúng nhận thức được vấn đề và sẽ tự nguyện dẹp bỏ ảnh tượng. Như thế, Schmid bác bỏ quan điểm của những người cực đoạn và ủng hộ lập trường ôn hòa của Zwingli. Tháng 11, hội đồng thông qua nghị quyết ủng hộ đề xướng của Schmid. Zwingli viết một tập sách nhỏ luận bàn về nghĩa vụ của mục sư, Kurze, christliche Einleitung, được hội đồng cho gởi đến từng mục sư và các thành viên của Liên bang.

### Cải cách tại Zürich (1524–1525)

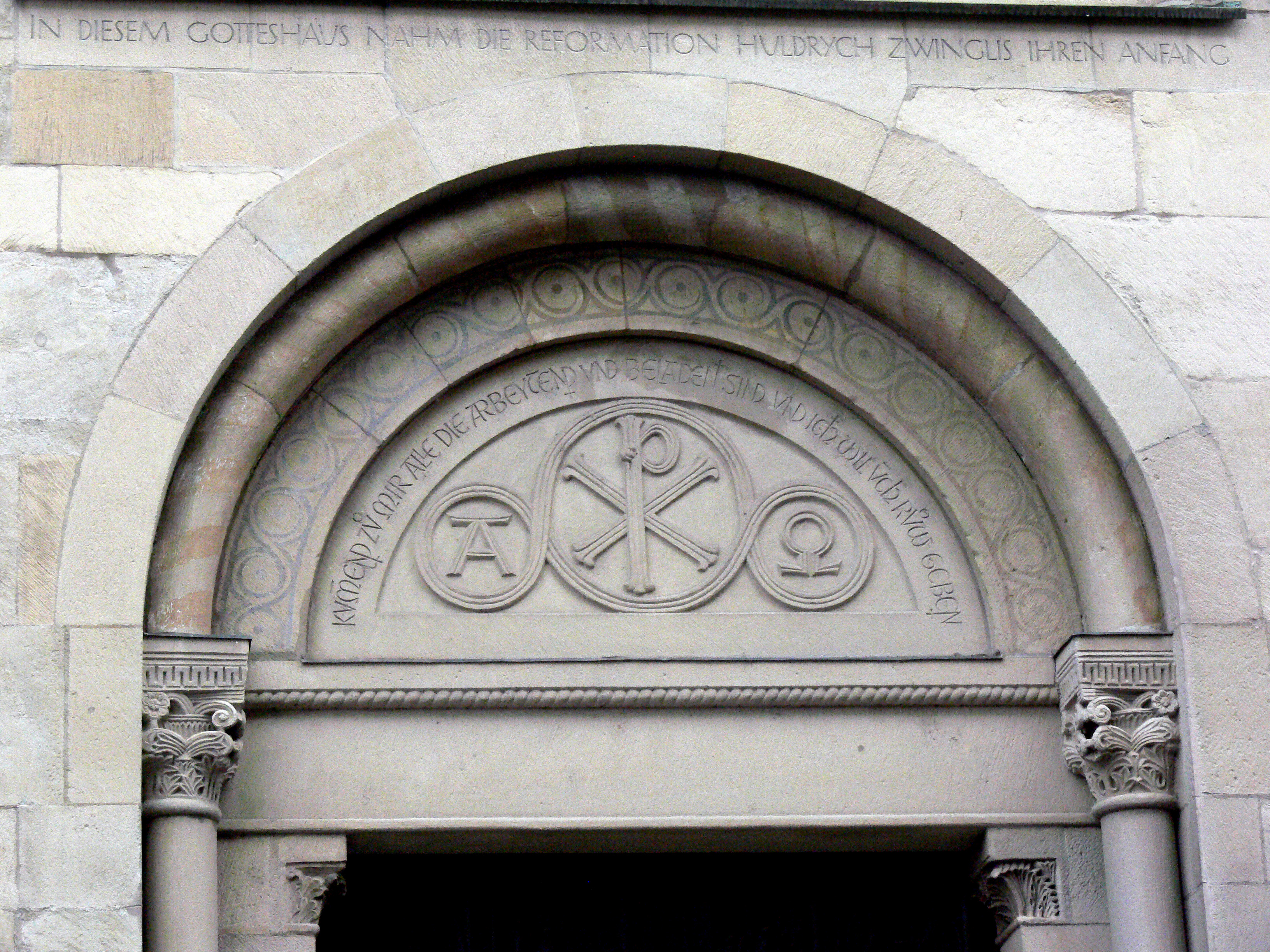
Bên trên cửa vào Nhà thờ Grossmünster ghi hàng chữ, "Trong Ngôi nhà này của Chúa, đã khởi phát cuộc cải cách của Huldrych Zwingli"

Tháng 13 năm 1523, hội đồng thành phố ra hạn chót là vào Lễ Ngũ Tuần năm 1523 phải huỷ bỏ ảnh tượng và chấm dứt việc cử hành lễ misa. Zwingli trình bày quan điểm của mình trong Vorschlag wegen der Bilder und der Messe (Đề nghị liên quan đến Ảnh tượng và Lễ Misa), chủ trương không nên thay đổi đột ngột. Hội đồng quyết định trong phạm vi thành phố Zürich chỉ nên gỡ bỏ ảnh tượng trong trật tự, nhưng cho phép người dân ở vùng quê chọn biện pháp thích hợp theo biểu quyết của đa số, và ra lệnh trì hoãn việc hủy bỏ lễ misa.
Đến đầu năm 1524, ảnh hưởng của cuộc cải cách bắt đầu lộ rõ và nhiều tập tục của cựu giáo bị hủy bỏ. Dù Konrad Hofmann và những người ủng hộ ông tiếp tục chống đối những nỗ lực đổi mới, hội đồng thành phố duy trì sự ủng hộ dành cho cuộc cải cách. Thời điểm Hofmann rời bỏ thành phố là lúc bùng nổ sự chống đối của các cha xứ có lập trường chống cải cách. Giám mục Constance cố can thiệp nhằm duy trì lễ misa và sự sùng kính dành cho ảnh tượng. Zwingli viết thư ngỏ gởi hội đồng, sau đó là sự cắt đứt mọi quan hệ giữa thành phố và giáo phận.
Zwingli cho ấn hành quyển Aktion oder Brauch des Nachtmahls (Thực hành và Tập quán Lễ Tiệc Thánh). Sau Lễ Phục sinh, Zwingli và các đồng sự thân cận yêu cầu hội đồng hủy bỏ lễ misa và giới thiệu giáo nghi mới. Ngày 13 tháng 4 năm 1525, Zwingli cử hành Lễ Tiệc Thánh theo giáo nghi mới. Tín hữu được ngồi vào bàn tiệc thánh để nhấn mạnh đến khía cạnh thông công của thánh lễ. Bài giảng tập chú vào ý nghĩa của thánh lễ, không có âm nhạc. Để ngăn chặn tập quán chú trọng nghi thức trong thờ phụng, Zwingli giới hạn việc cử hành Tiệc Thánh bốn lần mỗi năm.
Có lúc Zwingli cáo buộc các dòng tu hành khất về tính giả hình, yêu cầu hủy bỏ các dòng tu này để hỗ trợ người nghèo. Ông đề nghị biến các dòng tu thành bệnh viện và tổ chức từ thiện, cũng như sử dụng tài sản của họ cho quỹ phúc lợi. Hội đồng quyết định sung công tài sản giáo hội để thành lập các chương trình phúc lợi cho người nghèo. Zwingli đề nghị thành lập một trường học mang tên Prophezei (Tiên tri) tại Grossmünster. Ngôi trường này chính thức khai giảng ngày 19 tháng 6 năm 1525 với Zwingli và Jud là giáo viên của trường, với mục tiêu tái đào tạo các chức sắc. Bản dịch Kinh Thánh Zürich, thường được cho là của Zwingli và in ấn bởi Christoph Froschauer, là một công trình tập thể mang dấu ấn trường Prophezei. Hiện các học giả vẫn chưa xác định phần đóng góp của Zwingli trong việc dịch thuật.

### Tranh chấp với nhóm Anabaptist (1525-1527)
Không lâu sau cuộc tranh luận Zürich, nhiều người thuộc nhóm cấp tiến cho rằng Zwingli đã nhượng bộ quá nhiều đối với hội đồng thành phố Zürich. Họ bác bỏ vai trò của chính quyền trong cuộc cải cách, và yêu cầu thiết lập một giáo đoàn tín hữu. Trong chỗ riêng tư Conrad Grebel, thủ lĩnh của nhóm cực đoan sau này là phong trào Anabaptist, thường miệt thị Zwingli. Ngày 15 tháng 8 năm 1524, hội đồng nhấn mạnh đến nghĩa vụ làm báp têm cho trẻ sơ sinh. Đến cuối năm 1524, hội đồng mở các buổi thảo luận không chính thức. Khi các cuộc tranh luận đổ vỡ, Zwingli cho ấn hành quyển Wer Ursache gebe zu Aufruhr (Bất cứ ai gây ra tình trạng bất ổn) vạch rõ các quan điểm chống đối. Ngày 17 tháng 1 năm 1525, một cuộc tranh luận công khai được triệu tập, và hội đồng đứng về phía Zwingli. Bất cứ ai từ chối làm báp têm cho trẻ sơ sinh được yêu cầu rời khỏi Zürich. Ngày 21 tháng 1, những người cấp tiến tụ họp tại nhà mẹ của Felix Manz. Grebel và một thủ lĩnh khác, George Blaurock, cử hành lễ báp têm đầu tiên dành cho người trưởng thành theo giáo thuyết của nhóm Anabaptis.
Ngày 1 tháng 2, hội đồng lặp lại yêu cầu làm báp têm cho tất cả trẻ sơ sinh, bất cứ ai không tuân thủ sẽ bị bắt giữ và nộp phạt. Manz và Blaurock bị bắt. Lại mở thêm những cuộc tranh luận trước hội đồng. Trong khi đó, giáo thuyết mới tiếp tục lan truyền đến các vùng khác trong Liên bang và một số thị trấn vùng Swabia. Từ ngày 6-8 tháng 11, cuộc tranh luận cuối cùng về thánh lễ báp têm được triệu tập ở Grossmünster. Grebel, Manz, và Blaurock bảo vệ lập trường của mình trước Zwingli, Jud và các nhà cải cách khác. Không có sự thảo luận nghiêm túc, không ai có thể trình bày quan điểm của mình, và cuộc tranh luận trở thành chỗ cho mỗi bên lớn tiếng lăng mạ lẫn nhau.
Đến lúc ấy, hội đồng Zürich tin rằng một biện pháp thỏa hiệp là bất khả. Ngày 7 tháng 3 năm 1526, hội đồng ban bố một lệnh bị xem là một vết ố trong lịch sử cải cách tại Zürich, xử tử hình bất cứ ai làm báp têm lại. Dù Zwingli không tham gia vào quyết định này, không có dấu hiệu nào chứng tỏ ông chống đối. Felix Manz, trước đó hứa đi khỏi Zürich và không cử hành lễ báp têm, nay quyết định trở về và thực hành thánh lễ. Sau khi bị tống giam, ngày 5 tháng 1 năm 1517, ông bị xử tử hình bằng cách trấn nước tại sông Limmat. Manz là người Anabaptist đầu tiên chết vì đức tin mình, có ba người khác tiếp bước ông. Sau đó, những người Anabaptist khác bị trục xuất hoặc đào thoát khỏi Zürich.
Ngày 26 tháng 6 năm 2004, Giáo hội Cải cách Zürich, thành quả từ cuộc cải cách của Zwingli, và hậu duệ của phong trào Anabaptist, (Amish, Hutterite, và Mennonite) đã tổ chức Hội nghị Hòa giải tại Grossmünster.

### Liên bang (1526-1528)

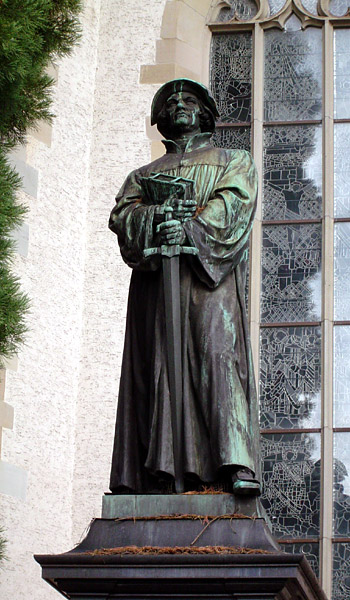
Tượng Zwingli trước Nhà thờ Wasserkirche ở Zürich

Ngày 8 tháng 4 năm 1524, năm tiểu bang: Lucerne, Uri, Schwyz, Unterwalden, và Zug, thành lập liên minh die fünf Orte (Năm Tiểu bang) chống lại cuộc cải cách của Zwingli. Họ tiếp xúc với những đối thủ của Martin Luther, trong đó có John Eck người từng tranh luận với Luther tại Leipzig năm 1519. Eck đề nghị mở một cuộc tranh luận với Zwingli và được chấp thuận. Tuy nhiên, vì những bất đồng về thẩm quyền phán quyết cũng như địa điểm tổ chức, Zwingli quyết định rút lui. Ngày 19 tháng 5 năm 1526, tất cả tiểu bang gởi đại biểu đến Baden. Mặc dù các đại biểu của Zürich có mặt, họ không tham dự các buổi họp. Eck lãnh đạo nhóm Công giáo trong khi Johannes Oecolampadius, một nhà thần học đến từ Württemberg, đại diện những nhà cải cách. Nghị viện biểu quyết chống Zwingli, ông bị cấm và các tác phẩm của ông không được phép phổ biến. Trong số 13 thành viên liên bang, có Glarus, Solothurn, Fribourg, và Appenzell cũng như Năm Tiểu bang bỏ phiếu chống Zwingli. Chỉ có Bern, Basel, Schaffhausen, và Zürich ủng hộ ông.
Cuộc tranh luận ở Baden bộc lộ tình trạng phân hóa sâu sắc bên trong Liên bang về các vấn đề tôn giáo. Trong khi đó, cuộc cải cách bắt đầu phát triển đến các bang khác. Thành phố St Gallen, liên kết với Liên bang, tiến hành cải cách dưới sự lãnh đạo của Thị trưởng Joachim Vadian. Năm 1527 St Gallen qưyết định hủy bỏ lễ misa, chỉ hai năm sau Zürich. Tại Basel, chính quyền không chịu phế chuẩn những thay đổi của cuộc cải cách mãi cho đến ngày 1 tháng 4 năm 1529, khi họ quyết định hủy bỏ lễ misa. Schaffhausen tiếp bước Zürich chấp nhận cuộc cải cách vào tháng 9 năm 1529. Tại Bern, Berchtold Haller, linh mục nhà thờ St Vincent Münster, và Niklaus Manuel, thi sĩ, họa sĩ, và chính trị gia, cùng mở cuộc vận động kêu gọi cải cách. Cuộc tranh luận tại Bern thu hút 450 người tham dự, trong đó có các cha xứ ở Bern và đến từ các bang khác, những nhà thần học từ ngoài Liên bang như Martin Bucer và Wolfgang Capito đến từ Strasbourg, Ambrosius Blarer từ Constance, và Andreas Althamer từ Nürnberg. Eck và Fabri từ chối tham dự, các bang Công giáo cũng không cử đại diện. Cuộc họp bắt đầu từ ngày 6 tháng 1 năm 1528 và bế mạc sau ba tuần lễ. Ngày 7 tháng 2 năm 1528, hội đồng quyết định thành lập cuộc cải cách tại Bern.

### Chiến tranh Kappel lần thứ nhất (1529)
Từ trước khi xảy ra cuộc tranh luận ở Bern, Zwingli đã vận động thành lập một liên minh cho các thành phố ủng hộ lập trường cải cách. Khi Bern chấp nhận tư tưởng cải cách là lúc das Christliche Burgrecht (Liên hiệp Dân sự Cơ Đốc) ra đời. Buổi họp đầu tiên tổ chức ở Bern từ ngày 5 - 6 tháng 1 năm 1528 với sự hiện diện của các đại biểu đến từ Bern, Constance, và Zürich. Rồi Basel, Biel, Mülhausen, Schaffhausen, và St Gallen cũng lần lượt gia nhập liên minh. Cảm thấy bị cô lập và bao vây, Năm Tiểu bang tìm kiếm đồng minh bên ngoài. Sau những cuộc thương thảo kéo dài hai tháng, ngày 22 tháng 4 năm 1529, Năm Tiểu bang cùng Ferdinand của Áo thành lập die Christliche Vereinigung (Liên minh Cơ Đốc).
Không lâu sau khi Năm Tiểu bang ký kết hiệp ước với Áo, một nhà thuyết giáo cải cách, Jacob Kaiser, bị bắt giữ tại Uznach, sau đó bị tử hình ở Schwyz. Điều này khiến Zwingli phản ứng mạnh mẽ. Một đoàn đại biểu đến từ Bern, trong đó có Niklaus Manuel, kêu gọi Zürich giải quyết vấn đề bằng phương cách hòa bình. Manuel khuyến cáo rằng một vụ tấn công nhắm vào Năm Tiểu bang sẽ đẩy Bern vào tình thế nguy hiểm khi bang Valais Công giáo và Công quốc Savoy nằm sát biên giới phía nam của Bern. Manuel nhận xét, "Bạn không thể truyền bá đức tin bằng giáo mác." Tuy nhiên, Zürich quyết định một mình tiến hành chiến tranh. Quân đội của Zürich có đến 30 000 quân binh trong khi Năm Tiểu bang chỉ có 9 000 binh sĩ do bị nước Áo bỏ rơi. Quân đội hai bên gặp nhau ở Kappel, nhưng ngay lúc ấy có sự can thiệp của Hans Aebli, một người họ hàng với Zwingli, dàn xếp một cuộc ngừng chiến.

### Hội đàm Marburg

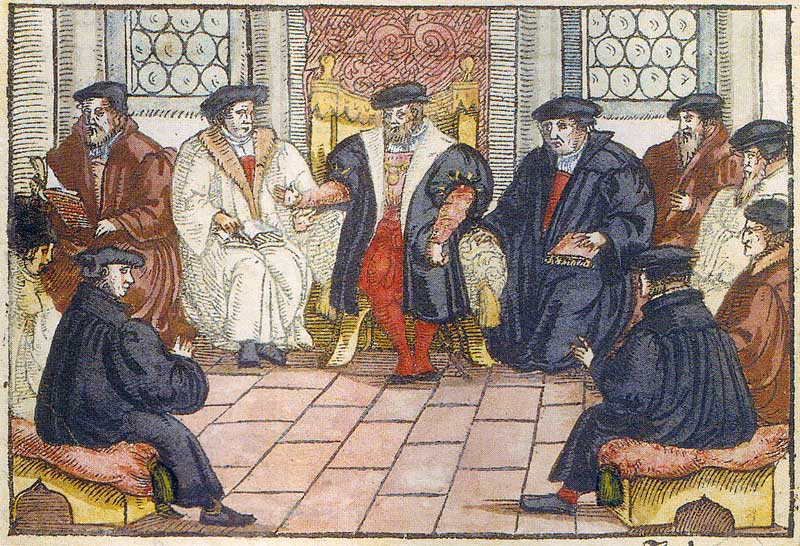
Hội đàm Marburg, tranh khắc gỗ, vô danh, 1557

Khi cuộc cải cách tại Thụy Sĩ đang phát triển, Zwingli cùng các đồng sự hoàn thiện các quan điểm thần học. Sự bất đồng giữa hai nhà cải cách Luther và Zwingli là về ý nghĩa của Tiệc Thánh bắt nguồn từ việc Andreas Karlstadt, từng là đồng nghiệp với Luther ở Wittenberg, cho ấn hành ba tiểu luận bàn về Tiệc Thánh, trong đó Karlstadt bác bỏ ý niệm về sự hiện diện của Chúa trong bánh và nước. Các tiểu luận này, xuất bản tại Basel năm 1524, nhận được sự ủng hộ của Oecolampadius và Zwingli. Zwingli khởi sự trình bày quan điểm của mình về Tiệc Thánh trong một số ấn phẩm bao gồm quyển de Eucharistia (Về Tiệc Thánh). Ông phản bác ý niệm cho rằng có sự hiện diện của Chúa trong bánh và nước, Zwingli tin rằng lời của Chúa Giê-xu, "Nầy là thân thể ta, nầy là huyết ta" chỉ có ý nghĩa biểu trưng, do đó nên được hiểu theo nghĩa ẩn dụ. Như thế, theo Zwingli, bữa ăn thông công của các tín hữu (Tiệc Thánh) là biểu trưng cho bữa ăn tối cuối cùng giữa Chúa Giê-xu và các môn đồ.
Đến mùa xuân năm 1527, Luther phản bác mạnh mẽ luận điểm của Zwingli. Cuộc tranh cãi tiếp tục cho đến năm 1528 khi những nỗ lực hàn gắn được bắt đầu. Martin Bucer đóng vai trò trung gian hòa giải trong khi Philip xứ Hesse, trong nỗ lực thành lập một liên minh chính trị qui tụ các lực lượng Kháng Cách, mời hai nhóm đến Marburg để thảo luận về những dị biệt. Sự kiện này được gọi là Hội đàm Marburg.
Zwingli chấp nhận lời mời của Philip vì tin rằng có thể thuyết phục Luther; ngược lại, Luther đến dự cuộc hội đàm chỉ vì sự thúc ép của Philip mà không mong đợi kết quả cụ thể nào. Ngày 28 tháng 9 năm 1529, Luther và Oecolampadius đến Marburg, Philip Melanchthon đến sau. Cũng có sự tham dự của những nhà thần học khác như Martin Bucer, Andreas Osiander, Johannes Brenz, và Justus Jonas. Cuộc thảo luận kéo dài từ ngày 1 – 3 tháng 10, kết quả là Mười lăm Tín điều Marburg được ấn hành. Những người tham dự đã đồng ý với nhau đến 14 tín điều, nhưng vẫn còn bất đồng về tín điều thứ 15 về sự hiện diện của Chúa trong Tiệc Thánh.

### Chính trị, Tuyên tín, Chiến tranh Kappel lần thứ hai (1529-1531)
Sau thất bại của Hội đàm Marburg và do tình trạng phân hóa bên trong Liên bang, Zwingli tìm cách liên minh với Philip xứ Hesse. Bern từ chối tham gia, nhưng vào tháng 11 năm 1530, Zürich, Basel, và Strasbourg ký hiệp ước phòng thủ với Philip. Đích thân Zwingli đàm phán với các đại diện ngoại giao Pháp, nhưng sự dị biệt từ hai phía còn quá lớn trong khi Pháp vẫn muốn duy trì mối quan hệ hữu hảo với Năm Tiểu bang. Những nỗ lực tiếp xúc với Venice và Milan cũng không đem lại kết quả nào.
Trong khi Zwingli đang vận động thành lập các liên minh chính trị thì Charles, Hoàng đế Thánh chế La Mã, mời những người Kháng Cách đến Nghị viện Ausburd trình bày quan điểm của họ để nhà vua có thể ra chiếu chỉ về các vấn đề đức tin. Những người Lutheran đệ trình bản Tuyên tín Ausburg. Dưới sự lãnh đạo của Martin Bucer, các thành phố Strasbourg, Constance, Memmingen, và Lindau giới thiệu bản Tuyên tín Tetrapolitan. Văn kiện này trình bày quan điểm trung dung giữa Luther và Zwingli. Lúc ấy đã quá muộn cho các thành phố Burgrecht đệ trình một bản tuyên tín cho chính mình, Zwingli giới thiệu một bản tuyên tín của riêng ông, Fidei ratio, trình bày đức tin của ông trong mười hai điều phù hợp với bản Tín điều các Sứ đồ, thể hiện quan điểm đối kháng với cả Công giáo và tư tưởng Luther. Dù không phản ứng công khai, những người theo Luther phê phán bản tuyên tín này trong chỗ riêng tư, còn John Eck phản công bằng cách cho xuất bản quyển Phản bác những xác tín Zwingli đệ trình Hoàng đế.
Khi Philip xứ Hesse thành lập Liên minh Schmalkaldic vào cuối năm 1530, bốn thành phố theo Tuyên tín Tetrapolitan quyết định gia nhập liên minh do có sự tương đồng trong xác tín. Còn Zürich, Basel và Bern gia nhập nhờ những các điều kiện rộng mở của liên minh. Tuy nhiên, Zwingli không chấp nhận Tuyên tín Tetrapolitan và mạnh mẽ phản bác Bucer cùng Capito. Hành động này khiến Philip bị xúc phạm. Các thành phố Burgrecht nay không còn sự hỗ trợ nào từ bên ngoài để có thể giải quyết các xung đột tôn giáo trong nội bộ Liên bang.
Hòa ước kết thúc chiến tranh Kappel lần thứ nhất không quy định rõ ràng quyền tư do thuyết giáo trong lãnh thổ các tiểu bang Công giáo. Năm Tiểu bang theo đuổi chính sách trấn áp mọi nỗ lực cải cách. Các thành phố Burgrecht xem xét các phương tiện áp lực lên Năm Tiểu bang. Basel và Schaffáuen muốn áp dụng các biện pháp ngoại giao ôn hòa nhưng Zürich muốn chiến tranh. Bern ủng hộ giải pháp trung dung. Tháng 5 năm 1531, Zürich miễn cưỡng chấp nhận biện pháp phong tỏa thực phẩm. Biện pháp này chẳng có mấy hiệu quả vì đến tháng 10, Bern quyết định ngưng tham gia cuộc phong tỏa, Zürich cố thuyết phục những bang còn lại duy trì cuộc phong tỏa, và các thành phố Burgrecht bắt đầu cãi vã với nhau.
Ngày 9 tháng 10 năm 1531, Năm Tiểu bang bất ngờ tuyên chiến với Zürich. Do những tranh cãi trong nội bộ mà Zürich không kịp động viên quân binh. Ngày 11 tháng 10, với năm ngàn lính ô hợp Zürich đối đầu lực lượng đông gấp bội của Năm Tiểu bang tại một địa điểm gần Kappel. Nhiều mục sư, trong đó có Zwingli, cùng ra trận với các chiến binh. Trận đánh kéo dài chưa đến một giờ, Zwingli ở trong số năm trăm thương vong của đội quân Zürich. Zwingli vẫn tự xem mình trước tiên và trên hết là chiến binh cho Chúa Cơ Đốc, kế đến là người bảo vệ đất nước (Liên bang Thụy Sĩ), sau cùng là nhà lãnh đạo Zürich. Ở tuổi 47, ông chết cho thành phố nơi ông sinh sống 12 năm trong đời.

## Thần học
Nền tảng của thần học Zwingli là Kinh Thánh. Ông thường xuyên trích dẫn Kinh Thánh trong các tác phẩm của mình. Zwingli xem thẩm quyền Kinh Thánh là vượt trội hơn các thẩm quyền khác, chẳng hạn như thẩm quyền của các công đồng hoặc các giáo phụ. Nguyên tắc chủ đạo của Zwingli trong luận giải Kinh Thánh đến từ nền giáo dục nhân bản và các hiểu biết mới của ông về Kinh Thánh. Ông đặc biệt quan tâm đến ngữ cảnh và cố sức tìm hiểu mục đích của thông điệp đằng sau câu chữ. Ông áp dụng phương pháp so sánh các đoạn văn trong Kinh Thánh và tìm hiểu sự tương đồng giữa chúng. Ông miêu tả phương pháp trong tác phẩm A Friendly Exegesis (1527). Ông đã ứng dụng hiệu quả phương pháp này khi so sánh lễ báp têm với phép cắt bì (circumcision), và Lễ Vượt Qua với Tiệc Thánh.
Zwingli bác bỏ thuật từ bí tích (sacrement) theo cách hiểu thời ấy. Đối với người bình thường, thuật từ này ngụ ý một hành động thánh hàm chứa quyền năng truất bỏ gánh nặng tội lỗi khỏi lương tâm. Song, theo Zwingli, bí tích chỉ là nghi thức khai tâm hoặc là lời nguyện hứa. Ông chỉ ra rằng ý nghĩa của nó trong từ nguyên sacramentum là lời thề. Trong những tác phẩm ban đầu về báp têm, Zwingli tin rằng lễ báp têm là sự thể hiện lời hứa nguyện. Theo Zwingli, sẽ là mê tín dị đoan khi người Công giáo xem nước sử dụng trong lễ rửa tội có quyền năng tẩy sạch tội lỗi. Về sau, khi tranh luận với người Anabaptist, ông bảo vệ việc thực hành lễ báp têm cho trẻ sơ sinh, cho rằng luật pháp không cấm điều này. Zwingli lập luận rằng lễ báp têm là dấu hiệu của giao ước với Thiên Chúa, thay thế lễ cắt bì thời Cựu Ước.
Tương tự, khi luận giải về ý nghĩa của Tiệc Thánh (Bí tích Thánh thể) trong cuộc tranh luận tại Zürich năm 1523, Zwingli bác bỏ ý nghĩa hiến tế trong lễ misa, ông lập luận rằng Chúa Cơ Đốc đã hiến tế một lần duy nhất, sự hiến tế này là trọn vẹn và có giá trị vĩnh hằng. Như thế, Tiệc Thánh là "sự tưởng niệm về sự hiến tế (của Chúa Giê-xu)". Sau đó Zwingli phát triển quan điểm này, ông trích dẫn các đoạn Kinh Thánh nhằm bác bỏ giáo thuyết Biến thể của Công giáo Rôma cũng như thuyết Đồng thể của Luther, đặc biệt là Phúc âm Giăng 6: 63, "Ấy là thần linh làm cho sống, xác thịt chẳng ích chi." Cách tiếp cận thuần lý và cung cách tìm kiếm sự soi dẫn từ Kinh Thánh của Zwingli hầu có thể thấu hiểu ý nghĩa của Lễ Tiệc Thánh là một trong những lý do khiến ông không thể đi đến sự đồng thuận với Luther.

Mức độ ảnh hưởng của Luther trên thần học Zwingli từ lâu vẫn là đề tài thú vị cho các học giả nghiên cứu về Zwingli. Chính Zwingli từng khẳng định sự độc lập của mình đối với Luther. Những nghiên cứu gần đây nhất củng cố điều này. Tuy nhiên, Zwingli từng đọc các tác phẩm của Luther, tìm kiếm sự tương đồng và hỗ trợ cho quan điểm của ông. Zwingli dành cho Luther sự ngưỡng mộ lớn lao vì sự kiên định của nhà cải cách người Đức khi ông đứng lên phản kháng Giáo hoàng. Sâu sắc và súc tích, McGiffert đã tóm tắt những dị biệt căn bản giữa hai nhà cải cách như sau,

Thay vì dành cho trải nghiệm tôn giáo của mỗi cá nhân – nhận thức về việc được tha thứ tội lỗi - vị trí độc tôn trong ý thức hệ Cơ Đốc [như Luther đã làm], [Zwingli] dành vị trí này cho nền thần học tập chú vào quyền tể trị và ý chỉ tuyệt đối của Thiên Chúa. Thay vì xem nếp sống Cơ Đốc là sự bày tỏ, trong tự do và tự nguyện, lòng biết ơn đối với Thiên Chúa, [Zwingli] xem nếp sống Cơ Đốc là sự thuận phục ý chỉ thiên thượng được mặc khải trong Kinh Thánh. Thay vì tìm thấy ý nghĩa của Kinh Thánh trong sự tuyên cáo của phúc âm về tình yêu tha thứ của Thiên Chúa trong Chúa Cơ Đốc, Zwingli nhận ra ý nghĩa ấy trong sự mặc khải của Kinh Thánh về ý chỉ thiên thượng, và xem đó là chuẩn mực thẩm quyền cai trị nếp sống và tư tưởng Cơ Đốc, hơn là phương tiện của ân điển (các thánh lễ).

## Di sản

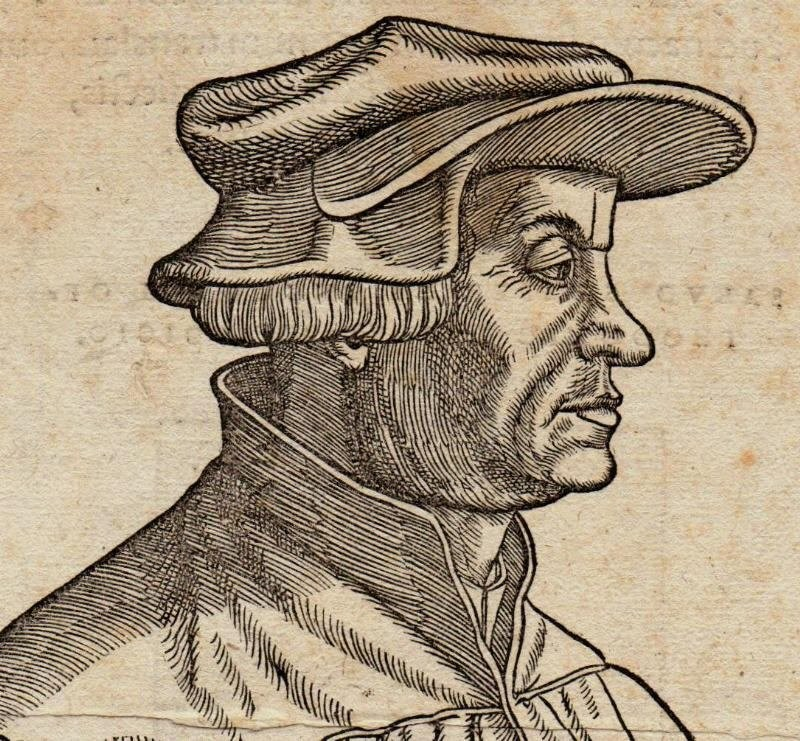
Huldrych Zwingli, tranh khắc gỗ của Hans Asper (ca. 1499 – 1571)

Zwingli là nhà nhân văn và là một học giả có nhiều bằng hữu và môn sinh. Ông tiếp xúc thân thiện với mọi tín hữu trong giáo đoàn cũng dễ dàng như khi ông hội kiến với các nhà lãnh đạo như Philip xứ Hesse. Thanh danh của ông như là một nhà cải cách nghiêm nghị và điềm tĩnh được quân bình bởi sự nhạy cảm của ông về tính hài hước và khả năng sử dụng các câu chuyện ngụ ngôn trào phúng, ngôn từ hóm hỉnh và châm chọc trong các tác phẩm của ông. So với Luther, Zwingli quan tâm nhiều hơn về các nghĩa vụ xã hội, cũng như thực tâm tin rằng dân chúng sẽ chấp nhận một chính thể được soi dẫn bởi lời của Thiên Chúa. Zwingli kiên tâm cổ xúy cho các hoạt động trợ giúp người nghèo, ông tin rằng họ là những người cần được cộng đồng Cơ Đốc chăm sóc.
Tháng 12 năm 1531, hội đồng thành phố chọn Heinrich Bullinger làm người kế nhiệm Zwingli. Ngay lập tức Bullinger làm sáng tỏ những nghi ngờ về tính chính thống của Zwingli cũng như bảo vệ hình ảnh của Zwingli như là một nhà tiên tri và người tử đạo. Dưới thời Bullinger, sự phân hóa tôn giáo trong liên bang càng sâu đậm hơn. Ông tập hợp các thành phố và tiểu bang cải cách, giúp họ phục hồi sau thất bại ở Kappel. Zwingli đã khởi phát và định hình cuộc cải cách, Bullinger củng cố và cải tiến nó.
Ở bên ngoài Thụy Sĩ không có giáo hội nào xem Zwingli là nhà sáng lập của mình. Mặc dù thần học Zwingli được xem là tuyên cáo đầu tiên của nền thần học Cải cách, tư tưởng Zwingli chưa hề được phổ biến rộng rãi.
Trong khi có rất nhiều thông tin liên quan đến các nền thần học của Martin Luther, John Calvin, và các nhà cải cách khác, thì những hiểu biết có được về Zwingli là tương đối ít. Vì cớ Zwingli sống cùng thời với Luther, và vì Zwingli từ bỏ cuộc sống tu trì theo đức tin Công giáo vài năm sau Luther, cuộc đời và sự nghiệp của Zwingli bị phủ bóng bởi Luther và Calvin trong những đóng góp dành cho cuộc cải cách.
Một lý do khác giải thích sự mờ nhạt của Zwingli là do những bất đồng của ông đối với nền thần học Luther. Một số người tin rằng những dị biệt thần học này là do những người viết sử và những người cực đoan, có thiện cảm với quan điểm thần học của Luther, đã thêm thắt vào nhằm áp chế nền thần học Zwingli. Họ tin rằng "phe thắng thế trong lịch sử là phe viết lịch sử"; trong khi "những người phía bên kia" hoặc bị lãng quên hoặc bị đàn áp.
Tuy nhiên, nhiều người xem Zwingli xứng đáng với danh hiệu "Nhân vật thứ ba của cuộc Cải cách Kháng Cách", sau Martin Luther và John Calvin.

## Dòng thời gian
| Năm  | Zwingli                                             | Luther                                  | Lịch sử                                         |
| ---- | --------------------------------------------------- | --------------------------------------- | ----------------------------------------------- |
| 1484 | - Zwingli chào đời                                  |                                         |                                                 |
| 1506 | - Zwingli làm cha xứ ở Glarus                       |                                         |                                                 |
| 1515 | - Zwingli làm tuyên úy tại Marignano                |                                         |                                                 |
| 1517 |                                                     | - 95 Luận đề của Luther                 |                                                 |
| 1519 | - Zwingli làm cha xứ Nhà thờ Grossmünster           |                                         |                                                 |
| 1521 |                                                     | - Giáo hoàng rút phép thông công Luther |                                                 |
| 1522 |                                                     | - Luther dịch Tân Ước sang tiếng Đức    | - Adrian VI lên ngai Giáo hoàng                 |
| 1523 | - Cải cách tại Zürich                               |                                         | - Clement VII lên ngai Giáo hoàng               |
| 1524 | - Zwingli kết hôn với Anna Reinhard                 |                                         | - Chiến tranh Nông dân                          |
| 1525 | - Zwingli ấn hành luận văn "Về đạo thật và đạo giả" | - Luther kết hôn với Katharina von Bora | - Phong trào Anabaptist tại Thụy Sĩ             |
| 1527 |                                                     |                                         | - Charles V cướp phá thành Rôma                 |
| 1528 |                                                     |                                         | - Cải cách tại Berne                            |
| 1529 | - Zwingli gặp Luther lần đầu tại Hội đàm Marburg    |                                         |                                                 |
| 1530 |                                                     | - Tuyên tín Augsburg                    |                                                 |
| 1531 | - Zwingli tử trận                                   |                                         | - Liên minh Schmalkalden                        |
| 1533 |                                                     |                                         | - John Calvin chấp nhận đức tin Kháng Cách      |
| 1536 |                                                     |                                         | - Calvin ở Geneva - Tuyên tín Helvetic thứ nhất |